# 中华人民共和国城市建制
建制市，一般简称为市，是中华人民共和国的一种行政区划单位。截至2017年12月，中华人民共和国实际直接管辖全境共有661个市。对于自然形成的城市聚落，中华人民共和国政府根据其人口多寡及经济情况，赋予该城市及其周边区域城市建制，以方便管理。该被赋予的城市建制，即被称为建制市。

## 沿革
中国的城市建设历史悠久，古长安、洛阳城多次跻身于当时世界最大城市之列。而中国的城市建置历史，可以追溯至唐代以来的府制。民国初年，全国废府，北洋政府最初反对市制，但随着实际统治中国南方的国民政府，设置广州市——这是中国现代意义上的第一个建制市——以至发动北伐，统一全国，市制亦在全国推行开来。1949年时，中国设置有12个院辖市、56个省辖市（其中47个在内地）；这59个市的市制全部被新生的中华人民共和国承继。
中华人民共和国成立初期，规定人口在5万以上的城市可以准予设市。1951年底，中央人民政府政务院在《关于调整机构和紧缩编制的决定》中，规定人口在9万以上可以设市。1953年时，大陆留存的县辖市已全部废除。1955年6月9日，国务院第一次颁布《关于设置市镇建制的决定》规定聚居人口10万以上的城镇可以设市，聚居人口不足10万，但属重工矿基地、省级地方国家机关所在地、规模较大的物资集散地或边远地区的重要城镇，并确有必需时，可以设市。
1986年4月19日，国务院批转民政部《关于调整设市标准和市领导县条件的报告》，第一次在市镇建制中加入经济指标。规定总人口在50万以上的县，驻地所在镇非农业人口在10万以上、常住人口中农业人口不超40%、年国民生产总值在3亿元以上，可以撤县设市，或总人口在50万以上的县，驻地非农业人口在12万以上、年国民生产总值4亿元以上，可以撤县设市。市、镇的辖区范围迅速膨胀，按行政建制统计的城镇人口以不能反映城乡人口状况，联合国和世界银行等国际机构也停止公布中国1982年以后的城镇人口统计资料。
1993年5月17日，国务院批转民政部《关于调整设市标准的报告》。为较均衡地布局城镇体系，按人口密度确立了三个市镇设置标准，对中西部地区适当降低了要求。按行政建制进行的城市人口统计也采取两个统计范围的双轨制，一个是反映城市建成区和郊区的市区人口，另一个是反映整个行政区域内的地区人口。前者更接近人口城市化水平。
2014年11月20日，国务院发布《关于调整城市规模划分标准的通知》，城区（城区是指在市辖区和不设区的市，区、市政府驻地的实际建设连接到的居民委员会所辖区域和其他区域）常住人口1000万以上的城市为超大城市，常住人口500万以上1000万以下的城市为特大城市，常住人口100万以上500万以下的城市为大城市，常住人口50万以上100万以下的城市为中等城市，常住人口50万以下的城市为小城市。

## 构成
在人文地理层面，一个建制市一般由两个区域构成：城区和郊区。根据国务院《关于调整城市规模划分标准的通知》的规定，城区指在市辖区和不设区的市，区、市政府驻地的实际建设连接到的居民委员会所辖区域和其他区域。
一般而言，城区是城市机能集中的区域，而郊区则环绕在城区四周，以农村、开发区和小型的城镇聚落为主，向城市提供生活材料和人口并承接废物。部分城市，如东莞市、苏州市，城市以组团的形式发展，有多个城区，而少有甚至没有传统意义上的郊区，同时每个城区又都不大。
在传统的城区-郊区体系中，城乡二元对立十分明显。在计划经济时代，城区是非农业人口的聚集地，而郊区则是农业人口的集中区，由于户籍制度的存在，两个区域虽然接壤但人员不能流通。至今许多城市仍然存在名为“城区”和“郊区”的行政区划，就是这种二元对立的最集中体现和最后残存。随着计划经济体制的逐渐废除，户籍制度逐渐放开，人口和资本流通加快，城区愈加扩张。部分建制市的卫星城区已然伸入周边县市的辖境，而在长三角和大湾区，城区连绵不断，初步形成了城市群。与城市聚落的发展的速度的程度基本完全仅服从经济学规律的事实相对应的，是相应重新划分行政区划的行为的滞后性和困难性。建制市制度开始落后于城市自然发展的速度。
在行政区划方面，建制市城区一般分为街道，郊区一般分为乡、镇；较大的建制市，可能会置区、领县、代管其他建制市。在中国大陆，建制市的市辖区是一级政府，不是上级政府派出机构，这意味着这些市辖区也有自己的人大、政府，在有限的范围内享有一定的自治权限。
在较小的建制市，人民可以直接在有限的被选举人中选举人大代表，以产生本级人民代表大会；较大的建制市的人民不能直接选举建制市的人大代表，但可以选举所在的市辖区的人大代表，由他们代为选举产生建制市的人民代表大会。建制市的人民代表大会是该建制市的权力机关，由其选举产生市人民政府、市监察委员会、市人民法院、市人民检察院的领导者，这些领导者同时需要向人民代表大会负责。在一些城市，市人民代表大会还可以制定地方性法规。

## 分类

### 按照人口划分
按照2014年11月国务院发布的《关于调整城市规模划分标准的通知》，城市规模划分标准以城区常住人口为统计口径。
- 超大城市是指城区常住人口1000万以上的城市。
- 特大城市是指城区常住人口500万以上1000万以下的城市。
- 大城市是指城区常住人100万以上500万以下的城市。其中300万以上500万以下的城市为Ⅰ型大城市，100万以上300万以下的城市为Ⅱ型大城市。
- 中等城市是指城区常住人口50万以上100万以下的城市。
- 小城市是指城区常住人口50万以下的城市。其中20万以上50万以下的城市为Ⅰ型小城市，20万以下的城市为Ⅱ型小城市。

根据住房和城乡建设部《2017年城市建设统计年鉴》，列入年鉴的城市有662个（其中新疆维吾尔自治区可克达拉市无人口数据），其中超大城市4个，特大城市5个，Ⅰ型大城市10个，Ⅱ型大城市59个（另河北省雄安新区按照Ⅱ型大城市建设），中等城市99个，Ⅰ型小城市246个，城区常住人口10万人以上的Ⅱ型小城市167个，不足10万人的小城市71个，总计4.1亿人生活在城市之中。

### 按照法定行政区划划分
中国的城市按照行政区划，分为直辖市与省辖市两类。
- 直辖市：直接隶属于中央政府，为与省同级的城市。
- 省辖市：隶属于某个省、自治区、自治州。较大的省辖市分为区。省辖市一般由邻近的设置区的省辖市代管，或由省、自治区派出行政公署管理，也可能由省、自治区、自治州直管。

根据民政部数据，截至2017年12月，全国有4个直辖市，27个省、自治区、自治州下辖657个省辖市。

### 按照行政级别划分
所谓城市的行政级别，指城市的市长、市委书记的行政级别，且全市各级行政机构的国家公职人员的行政级别能与之相对应（有时可能会出现市长高配的情况）。
- 直辖市：市人民政府为正省部级，直接隶属于中央政府。
- 副省级市：市人民政府为副省部级，是一类特殊的地级市，其行政机构的国家公职人员行政级别较普通的地级市高半级，市委书记、市人大常委会主任、市长、市政协主席均为副省（部）级，因而属于中管干部，列入《中共中央管理的干部职务名称表》，其职务任免由省委报中共中央审批。
- 地级市：市人民政府为正地厅级，是一类常见的省辖市，因其规模较大，政治地理条件较为险要，故与地区同级，并且可以置区、领县、代管普通的省辖市。但宪法中未提及此类建制，只提及设区的市。
- 县级市：市人民政府为正县处级，是省辖市的一般形态。

根据民政部数据，2017年12月全国657个省辖市中，地级市（含副省级市）294个、县级市363个。根据1995年中央机构编制委员会《关于副省级市若干问题的意见》及1997年第八届全国人民代表大会第五次会议《关于批准设立重庆直辖市的决定》，全国有副省级市15个。

### 其他常见的分类
- 计划单列市，是一类特殊的省辖市，其上级省级行政单位向其下放部分经济管理权限。现有的计划单列市均为副省级市。
- 较大的市、设区的市，是一类常见的省辖市，其设置有区。现有的设区的市均为地级市；4个未设区的地级市被称为直筒子市。
- 省会（首府），是一类特殊的省辖市，其为省级行政单位的驻地。
- “本法所称较大的市”、“经国务院批准的较大的市”，是曾在立法概念上设置的一类特殊的省辖市，其可以制定在辖区境内生效的地方法规，即具有地方立法权。现有的较大的市均为非省会的地级市。2015年修订的《立法法》将地方立法权扩大到所有设区的市，该名词走入历史。
- 由国务院审批城市总体规划的城市，是一类特殊的城市，其城市总体规划需要上报至国务院，经各部委会商后，由国务院批复或由国务院办公厅批准，方能实施。
- 市辖区，是设区的市在其直接辖管的区域内划分的县级行政区域，行政上与县、县级市同级，有独立的人大、政府和其他机构。截至2017年12月，全国有5个地级市没有设置区；60个设区的市仅设置1个区；12个设区的市和3个直辖市（共15个城市）下辖的县级行政区全为市辖区。
- 镇，是较小的非农业居民聚居地，是中国城镇体系中的重要组成部分。
- 经济发达镇，是一类特殊的镇，在这些镇，中央进行行政管理体制改革试点，将县的部分管理职责下放，推动城镇向城市转型。
- 新区，是各类城市（以及一些县）划定的有别于原有城区的新辟的开发区域。

### 引用
1. ↑  . www.gov.cn.   [2022-07-05]. （原始内容存档于2016-03-04）.